# مؤشر الالتزام بالتنمية
مؤشر الالتزام بالتنمية (بالإنجليزية: Commitment to Development Index (CDI))‏ هو مؤشر اقتصادي سنوي ينشره مركز التنمية العالمية، ويقوم بتصنيف أغنى دول العالم بناءً على التزامها بالسياسات التي تفيد الخمسة مليارات نسمة الذين يعيشون في الدول الفقيرة. ترتبط الدول الغنية والفقيرة بطرق متعددة؛ لذا ينظر المؤشر إلى ما هو أبعد من المقارنات التقليدية لتدفقات المساعدات الخارجية. يقيس المؤشر "الصداقة التنموية" لـ 40 دولة من أغنى دول العالم، وهي جميعها دول أعضاء في لجنة المساعدة الإنمائية التابعة لمنظمة التعاون الاقتصادي والتنمية. يقيم مؤشر الالتزام بالتنميةالجهود الوطنية في سبعة مجالات سياسة: المساعدات، التجارة، الاستثمار، الهجرة، البيئة، الأمن، والتكنولوجيا. يُعتبر المؤشر مؤشراً عددياً يستهدف الهدف الثامن من الأهداف الإنمائية للألفية. يظهر المؤشر أن المساعدات تتعلق بأكثر من الكمية - فالجودة مهمة أيضاً - وأن سياسة التنمية تتعلق بأكثر من المساعدات. يعاقب المؤشر الدول التي تعطي بيد وتسترد باليد الأخرى، على سبيل المثال من خلال المساعدات أو الاستثمار ولكن تفرض حواجز تجارية أو تلوث.
في عام 2021، احتلت السويد المرتبة الأولى في العالم، تليها فرنسا، النرويج، أستراليا، والمملكة المتحدة. جاءت الأرجنتين، الإمارات العربية المتحدة والهند في أسفل الترتيب.

## التاريخ
مؤشر الالتزام بالتنمية هو مبادرة رئيسية لمركز التنمية العالمية، وهو مركز أبحاث غير ربحي مقره في واشنطن العاصمة. نشر المركز المؤشر لأول مرة في مجلة السياسة الخارجية في عام 2003 بهدف إثارة النقاش، وتسليط الضوء على الثغرات في المعرفة الحالية، وتشجيع الإصلاحات السياسية. تم نشر المؤشر سنويًا بالتعاون مع مجلة السياسة الخارجية حتى عام 2006، ومنذ ذلك الحين ينشره مركز التنمية العالمية وحده. ديفيد رودمان، زميل كبير في مركز التنمية العالمية، هو المهندس الرئيسي للمؤشر بدعم من المتعاونين للقيام بالأعمال التقنية للمكونات. على الرغم من أن الصيغ والتحليلات التي تقوم عليها مؤشر الالتزام بالتنمية تبقى كما هي، تحدث تغييرات منهجية طفيفة كل عام ويتم تحديث المؤشرات باستمرار. في البداية كان المؤشر يصنف 21 دولة؛ تم إضافة كوريا الجنوبية في عام 2008 وخمس دول أوروبية إضافية في عام 2012: جمهورية التشيك، المجر، لوكسمبورغ، بولندا، وسلوفاكيا. كما أضافوا 13 دولة أخرى في أواخر العقد 2010. في عام 2008، تم أيضًا نشر مؤشرات التزام بالتنمية إقليمية، تقيم سياسات الحكومات المانحة ومشاركتها في مناطق معينة من العالم مثل إفريقيا جنوب الصحراء وأمريكا اللاتينية.

## المكونات

### المساعدات
المساعدات الخارجية هي المكون الأول للمؤشر، حيث تقيم كلًا من الكمية كنسبة مئوية من الناتج المحلي الإجمالي والجودة. يعاقب المؤشر على المساعدات المشروطة، التي تتطلب من المستفيدين إنفاق المساعدات على منتجات من الدولة المانحة، مما يزيد من تكاليف المشاريع بنسبة 15 إلى 30 بالمائة. يتم تفضيل المساعدات للدول الفقيرة ذات الحكم الجيد من قبل المؤشر. بينما يتم احتساب المساعدات لغينيا الاستوائية—حيث الفساد أكثر انتشارًا وسيادة القانون أضعف—بـ 15 سنتًا على الدولار، يتم احتساب المساعدات لغانا—حيث الفقر مرتفع والحكم جيد نسبيًا—بـ 94 سنتًا على الدولار. يعاقب المؤشر على الدول المانحة التي تثقل كاهل حكومات المستفيدين بمشاريع مساعدات صغيرة جدًا، مما يثقل كاهل المسؤولين المستفيدين بالواجبات الاستضافة وتقديم التقارير بانتظام. وأخيرًا، يكافئ المؤشر الحكومات التي تسمح لدافعي الضرائب بخصم المساهمات الخيرية، حيث يذهب جزء من هذه المساهمات إلى أوكسفام وكير وغيرها من المنظمات غير الربحية التي تعمل في البلدان النامية.

### التجارة
كانت التجارة الدولية قوة للتنمية الاقتصادية لقرون. نظرًا لأن اللاعبين من الدول الغنية يتحكمون في معظم القرارات في هذه العملية السياسية المكثفة، لا تزال بعض السلع التي تتميز بها الدول الفقيرة، بما في ذلك المحاصيل، تواجه حواجز عالية في الدول الغنية. يعاقب مكون التجارة في المؤشر الدول التي تقيم حواجز أمام استيراد المحاصيل، والملابس، والسلع الأخرى من الدول الفقيرة. ينظر إلى نوعين من الحواجز: الرسوم الجمركية (الضرائب) على الواردات، والإعانات للمزارعين المحليين، التي تحفز الإنتاج الزائد وتضغط على الأسعار العالمية.

### التمويل
كان يُسمى سابقًا الاستثمار. يسعى مؤشر الالتزام بالتنمية إلى مكافأة الدول الغنية التي تتبع سياسات تشجع الاستثمار والشفافية المالية التي تفيد التنمية. ينظر المؤشر إلى نوعين من تدفقات رأس المال: الاستثمار الأجنبي المباشر، الذي يحدث عندما تشتري شركة من دولة واحدة حصة في شركة موجودة أو تبني مصنعًا في دولة أخرى؛ والاستثمار في الأوراق المالية، الذي يحدث عندما يشتري الأجانب أوراقًا مالية يتم تداولها في البورصات المفتوحة. يتم بناء مكون الاستثمار على قائمة تحقق من عشرين سؤالًا. هل تقدم الحكومات الغنية، على سبيل المثال، تأمينًا ضد المخاطر السياسية، مما يشجع الشركات على الاستثمار في الدول الفقيرة التي قد تعتبر مناخها السياسي غير آمن؟ هل لديهم أحكام ضريبية أو معاهدات لمنع المستثمرين من أن يتم فرض ضرائب عليهم في الداخل وفي بلد الاستثمار؟

### الهجرة
يكافئ المؤشر الهجرة للأشخاص ذوي المهارات العالية والمنخفضة، رغم أنه يميل أكثر نحو غير المهرة. يستخدم المؤشر بيانات عن التدفق الإجمالي للمهاجرين من الدول النامية في عام حديث والزيادة الصافية في عدد سكان المهاجرين غير المهرة من الدول النامية خلال التسعينيات. كما يستخدم المؤشر مؤشرات للانفتاح على الطلاب من الدول الفقيرة والمساعدات للاجئين وطالبي اللجوء.

### البيئة
تستهلك الدول الغنية كمية غير متناسبة من الموارد النادرة، وتكون الدول الفقيرة أكثر عرضة للاحتباس الحراري والتدهور البيئي. ينظر مكون البيئة إلى ما تفعله الدول الغنية لتقليل استخدامها غير المتناسب للموارد العالمية. تقوم الدول بعمل جيد إذا كانت انبعاثات الغازات الدفيئة الخاصة بها تنخفض، أو إذا كانت الضرائب على الوقود عالية، أو إذا لم تكن تدعم صناعة الصيد، أو إذا كان لديها معدل الوقود الأحفوري منخفضًا للفرد، أو إذا كانت تسيطر على واردات الأخشاب المدارية المقطوعة بشكل غير قانوني.

### الأمن
يقارن مكون الأمن في مؤشر الالتزام بالتنمية بين الدول الغنية بناءً على الأعمال العسكرية التي تؤثر على الدول النامية. ينظر CDI إلى أربعة جوانب من العلاقة بين الأمن والتنمية. يحسب المساهمات المالية والشخصية في عمليات حفظ السلام والتدخلات الإنسانية بالقوة، رغم أنه يحسب فقط العمليات المعتمدة من هيئة دولية مثل مجلس الأمن التابع للأمم المتحدة أو الناتو. كما يكافئ الدول التي تتواجد أساطيلها البحرية في أماكن يمكنها تأمين الممرات البحرية، وللمشاركة في أنظمة الأمن الدولي التي تعزز عدم انتشار، ونزع السلاح وسيادة القانون الدولي—مثل معاهدة الحظر الشامل للتجارب النووية (CTBT)، ومعاهدة أوتوا حول الألغام الأرضية، والمحكمة الجنائية الدولية (ICC). وأخيرًا، يعاقب المؤشر بعض صادرات الأسلحة إلى الدول، وخاصة تلك التي تكون غير ديمقراطية وتنفق بشكل كبير على الجيش.

### التكنولوجيا
يحلل مكون التكنولوجيا السياسات التي تتبناها الدول الغنية والتي تدعم إنشاء ونشر التكنولوجيا الجديدة التي يمكن أن تؤثر بشكل عميق على الحياة في الدول النامية. يكافئ المؤشر السياسات التي تدعم إنشاء ونشر الابتكارات التي تهم الدول النامية. يكافئ المؤشر الإعانات الحكومية للبحث والتطوير، سواء كانت تقدم من خلال الإنفاق أو التخفيضات الضريبية، مع خصم نصف تكاليف البحث والتطوير العسكري. كما يؤخذ في الاعتبار السياسات المتعلقة بـحقوق الملكية الفكرية التي قد تعوق تدفق الابتكارات دوليًا. تشمل هذه السياسات قوانين البراءات التي قد تذهب بعيدًا في تعزيز مصالح أولئك الذين ينتجون الابتكارات على حساب أولئك الذين يستخدمونها. على سبيل المثال، ضغط المفاوضون التجاريون الأمريكيون على الدول النامية للموافقة على عدم إجبار الشركات على ترخيص البراءة فورًا حتى عندما يخدم ذلك مصلحة عامة ملحة، كما قد يحدث مع دواء الإيدز إذا تم إنتاجه من قبل الشركات المصنعة المحلية ذات التكلفة المنخفضة.

### الصحة
تمت إضافة مكون الصحة إلى مؤشر الالتزام بالتنمية في عام 2021 استجابةً لجائحة كوفيد-19. كان يتم تضمين جزء منه في المقاييس الأمنية تحت استعدادات الوباء ومقاومة المضادات الحيوية. يتم أخذ كيفية استجابة الدولة للجائحة، ومدى نجاحها في الوقاية منها، وخاصة بفضل اللقاحات، في الاعتبار. وبالإضافة إلى ذلك، يتم قياس المخاطر التي قد يتسبب بها البلد للصحة في "وقت السلم"، مثل صنع سلاح بيولوجي يمكن أن يهدد الحدود المحلية.

## المنهجية
يصنف المؤشر 40 دولة وهي الدول الأغنى والأكثر تطورًا في العالم. معًا، تشكل غالبية عضوية لجنة المساعدة الإنمائية التابعة لمنظمة التعاون الاقتصادي والتنمية، بالإضافة إلى مراقب واحد في اللجنة (المجر).
يقوم مؤشر الالتزام بالتنمية بتحديد مجموعة من السياسات التي تتبناها الدول الغنية في سبعة مجالات سياسية. يتم قياس الدرجات في كل مكون على نسبة مئوية بحيث تساوي الدرجة المتوسطة في عام 2021 نسبة 50٪. الدرجة النهائية للبلد هي متوسط تلك الدرجات لكل مكون. يقوم المؤشر بتعديل الحجم لمقارنة مدى تحقيق الدول لأقصى إمكانياتها للمساعدة. تأتي بيانات المؤشر من مصادر رسمية مثل البنك الدولي، منظمة التعاون الاقتصادي والتنمية، والأمم المتحدة، أو من الباحثين الأكاديميين. يجمع مركز التنمية العالمية ومتعاونوه أيضًا معلومات عن كل دولة على حدة لأجزاء من مكونات المساعدات، الهجرة، والاستثمار. تقدم الورقة التقنية وجدول البيانات لعام 2012 مزيدًا من التفاصيل.

## أحدث التصنيفات
| الترتيب | البلد                    | الاستثمار | التمويل التنموي | التكنولوجيا | البيئة | التجارة | الأمن | الهجرة | الصحة | المجموع (المتوسط) |
| ------- | ------------------------ | --------- | --------------- | ----------- | ------ | ------- | ----- | ------ | ----- | ----------------- |
| 1       | السويد                   | 86%       | 95%             | 40%         | 100%   | 92%     | 86%   | 100%   | 92%   | 100               |
| 2       | فرنسا                    | 100%      | 54%             | 69%         | 95%    | 80%     | 85%   | 39%    | 59%   | 78                |
| 3       | النرويج                  | 70%       | 96%             | 58%         | 83%    | 31%     | 88%   | 66%    | 68%   | 75                |
| 4       | أستراليا                 | 67%       | 45%             | 100%        | 50%    | 97%     | 84%   | 37%    | 90%   | 74                |
| 5       | المملكة المتحدة          | 90%       | 82%             | 38%         | 86%    | 86%     | 100%  | 28%    | 56%   | 74                |
| 6       | هولندا                   | 57%       | 80%             | 34%         | 86%    | 100%    | 86%   | 46%    | 82%   | 74                |
| 7       | ألمانيا                  | 80%       | 66%             | 38%         | 84%    | 89%     | 79%   | 58%    | 72%   | 74                |
| 8       | فنلندا                   | 63%       | 67%             | 33%         | 73%    | 85%     | 90%   | 45%    | 100%  | 71                |
| 9       | كندا                     | 94%       | 56%             | 62%         | 49%    | 72%     | 77%   | 54%    | 85%   | 70                |
| 10      | الدنمارك                 | 57%       | 87%             | 36%         | 86%    | 83%     | 92%   | 31%    | 72%   | 69                |
| 11      | النمسا                   | 63%       | 50%             | 62%         | 85%    | 79%     | 94%   | 46%    | 55%   | 67                |
| 12      | البرتغال                 | 60%       | 52%             | 45%         | 94%    | 71%     | 89%   | 55%    | 60%   | 66                |
| 13      | سويسرا                   | 61%       | 63%             | 51%         | 82%    | 56%     | 75%   | 47%    | 81%   | 65                |
| 14      | لوكسمبورغ                | 39%       | 100%            | 83%         | 34%    | 70%     | 68%   | 57%    | 62%   | 62                |
| 15      | نيوزيلندا                | 54%       | 30%             | 70%         | 74%    | 94%     | 81%   | 55%    | 52%   | 62                |
| 16      | بلجيكا                   | 69%       | 74%             | 40%         | 71%    | 76%     | 71%   | 54%    | 57%   | 62                |
| 17      | اليابان                  | 63%       | 48%             | 46%         | 77%    | 85%     | 69%   | 22%    | 92%   | 60                |
| 18      | جمهورية أيرلندا          | 72%       | 75%             | 22%         | 83%    | 56%     | 95%   | 36%    | 45%   | 57                |
| 19      | إيطاليا                  | 81%       | 53%             | 22%         | 86%    | 74%     | 83%   | 45%    | 27%   | 54                |
| 20      | إسبانيا                  | 78%       | 49%             | 18%         | 92%    | 80%     | 75%   | 42%    | 33%   | 53                |
| 21      | جمهورية التشيك           | 47%       | 45%             | 42%         | 81%    | 76%     | 85%   | 14%    | 55%   | 49                |
| 22      | الولايات المتحدة         | 47%       | 50%             | 30%         | 44%    | 82%     | 93%   | 36%    | 58%   | 46                |
| 23      | سلوفاكيا                 | 43%       | 45%             | 18%         | 87%    | 60%     | 96%   | 4%     | 69%   | 44                |
| 24      | كوريا الجنوبية           | 36%       | 42%             | 88%         | 76%    | 24%     | 59%   | 32%    | 54%   | 44                |
| 25      | المجر                    | 42%       | 40%             | 27%         | 89%    | 58%     | 95%   | 10%    | 56%   | 44                |
| 26      | تشيلي                    | 40%       | 30%             | 15%         | 92%    | 81%     | 48%   | 81%    | 29%   | 42                |
| 27      | اليونان                  | 59%       | 50%             | 11%         | 84%    | 45%     | 83%   | 61%    | 19%   | 42                |
| 28      | جنوب أفريقيا             | 37%       | 51%             | 61%         | 61%    | 37%     | 84%   | 35%    | 25%   | 38                |
| 29      | تركيا                    | 17%       | 90%             | 10%         | 60%    | 12%     | 53%   | 98%    | 33%   | 34                |
| 30      | بولندا                   | 33%       | 44%             | 11%         | 80%    | 52%     | 71%   | 9%     | 18%   | 22                |
| 31      | البرازيل                 | 55%       | 42%             | 36%         | 80%    | 3%      | 58%   | 30%    | 0%    | 21                |
| 32      | المملكة العربية السعودية | 5%        | 58%             | 56%         | 24%    | 42%     | 26%   | 8%     | 88%   | 19                |
| 33      | إندونيسيا                | 24%       | 43%             | 30%         | 79%    | 14%     | 57%   | 0%     | 48%   | 19                |
| 34      | المكسيك                  | 48%       | 28%             | 0%          | 78%    | 30%     | 51%   | 16%    | 38%   | 16                |
| 35      | إسرائيل                  | 55%       | 0%              | 36%         | 59%    | 56%     | 1%    | 28%    | 37%   | 13                |
| 36      | الصين                    | 18%       | 3%              | 40%         | 79%    | 42%     | 38%   | 0%     | 41%   | 11                |
| 37      | روسيا                    | 17%       | 40%             | 47%         | 55%    | 31%     | 24%   | 7%     | 38%   | 10                |
| 38      | الأرجنتين                | 17%       | 31%             | 32%         | 75%    | 4%      | 50%   | 20%    | 20%   | 9                 |
| 39      | الإمارات العربية المتحدة | 0%        | 73%             | 30%         | 0%     | 69%     | 0%    | 17%    | 61%   | 5                 |
| 40      | الهند                    | 25%       | 3%              | 20%         | 90%    | 0%      | 25%   | 5%     | 13%   | 0                 |

## المتعاونون
يقوم مركز التنمية العالمية بتكليف أوراق بحثية وأبحاث لمعظم المكونات. ومع ذلك، تظل مسؤولية التصميم النهائية مع مركز التنمية العالمية، ولا يمثل المؤشر بالضرورة آراء المساهمين.
- ديفيد رودمان، زميل أول، مركز التنمية العالمية (المهندس الرئيسي)
- ثيودور موران، زميل غير مقيم، مركز التنمية العالمية (الاستثمار)
- كيمبرلي هاميلتون وجين باتالوفا من معهد سياسة الهجرة (الهجرة)
- بي. ليندسي لويل وفيكتوريا كارو من معهد جامعة جورجتاون لدراسة الهجرة الدولية (الهجرة)
- إيمي كاسارا ودانيال براجر من معهد الموارد العالمية (البيئة)
- مايكل أوهانلون وأدريانا لينز دي ألبوكيرك من معهد بروكينغز (الأمن)
- جيسون ألدر ويك ومارك ستوكر، من المعهد الدولي للدراسات الاستراتيجية (الأمن)
- كيث إي. ماسكوس من جامعة كولورادو بولدر ووالتر بارك من الجامعة الأمريكية (التكنولوجيا)

## الانتقادات
حظي مؤشر الالتزام بالتنمية باهتمام إعلامي كبير على مر السنين وأثار انتقادات ومناقشات بين مجموعة واسعة من الجماهير. واحدة من أكثر التعليقات تكرارًا، التي أعربت عنها وزارة الخارجية اليابانية، تتعلق باختيار المكونات السبعة. وتجادل الوزارة بأن بعض الفئات قد تكون زائدة عند قياس المساهمات في تقليل الفقر. كما تم التشكيك في التساوي بين مكونات المؤشر؛ حيث يفشل CDI في أخذ اختلافات التأثيرات في الاعتبار، مما يفترض أن المساعدات الخارجية والهجرة لهما تأثيرات متساوية على التنمية. لمواصلة الحوار، رد ديفيد رودمان في منشور على المدونة على مثل هذه التعليقات. كتب الخبراء أيضًا أوراقًا حول كيفية تحسين المؤشر واقترحوا تدابير مماثلة.

## وصلات خارجية
- الموقع الرسمي
- موقع مركز التنمية العالمية
- الورقة التقنية لمؤشر الالتزام بالتنمية لعام 2012